# Rafael Huerta
Rafael de Huerta Celaya (Bilbao, 24 de diciembre de 1928 - Valencia, 21 de diciembre de 2022) fue un escultor y profesor de modelado español.

## Biografía
Rafael de Huerta nació en Bilbao el 24 de diciembre de 1928. Hijo del también escultor Moisés de Huerta que le influiría en su vocación artística, su juventud transcurre en su ciudad natal donde comenzó su formación artística en el taller de su padre. 
En 1944, consigue quedar primero, entre más de 300 aspirantes, con su dibujo de ingreso en la Escuela Superior de Bellas Artes. Por consejo paterno, continúa trabajando el dibujo durante un año más:

A veces se aprende más con los compañeros que con los profesores, ha sido algo que he visto tanto en mi faceta de escultor como en la época en que me dediqué a la docencia
Rafael Huerta Celaya, 2009

Cursó estudios en la Real Academia de Bellas Artes de San Fernando de Madrid que finalizó en 1951, con el título con mención especial en el apartado de escultura.
En 1952 se traslada a Corella con una plaza de profesor de modelado y vaciado en la Escuela de Artes y Oficios. Aquí coincide en las labores docentes, por primera vez, con el pintor guipuzcoano José María Ascunce.
En 1972, pasa a la Escuela de Artes y Oficios de Pamplona, donde, además de volver a coincidir con Ascunce, será uno de sus fundadores, llegó a ser su director.
Desde 1987 se centra en su trabajo de escultor desarrollando gran actividad dentro de la escultura pública. Así, por ejemplo, realiza obras como el Sagrado Corazón (1958) y el Monumento a Margarita de l'Aigle en Corella, el Monumento a Ataúlfo Argenta (1961) de Castro Urdiales, el Sagrado Corazón (1961) de Funes, Rebotando al revés (1990), Monumento al Encierro (2007), Friso, en el Arco de la Victoria de Moncloa, Madrid, o el dedicado a José Joaquín Arazuri (2003) de Pamplona y a Nicasio Landa (1999) en los jardines del Hospital de Navarra en la misma localidad. 
Falleció el 21 de diciembre de 2022 en Valencia días antes de cumplir los 94 años de edad.

## Estilo escultórico
Huerta forma parte del movimiento escultórico navarro de a mediados del siglo XX, el cual previamente estovo en decadencia ante la ausencia de escultores navarros, junto con otros artistas como José Ulibarrena y Antonio Loperena. Su corriente se enmarca por el arte figurativo, dentro de maneras bastante tradicionales. Nunca le interesó el vacío, el espacio, ni otros conceptos artísticos propios de la escultura de la segunda mitad del siglo XX, aunque usó tratamientos vanguardista en sus técnicas. El propio autor declaraba en una entrevista del Diario de Navarra, en 1999, que para él:

"La escultura debe ser realista y tiene que dar sensación de humanidad y el arte figurativo de calidad precisa de un gran conocimiento de dibujo y de los conceptos"
Rafael Huerta Celaya, Diario de Navarra, 1999

## Obras escultóricas
- Friso del "Arco de la Victoria" (1952-1955), Madrid.[13]
- "Sagrado Corazón" (1958), Corella, Navarra.[11]
- "Sagrado Corazón" (1961), Funes, Navarra.[11]
- "Monumento a Ataúlfo Argenta" (1961), Castro Urdiales, Cantabria.
- Relieves de la "Iglesia de Santa María del Juncal" (1965), Irún, Guipúzcoa.[14]
- "Monumento al pastor vasco" (1983), Idiazábal, Guipúzcoa .
- "Rebotando al revés" (1990), N-111, Avenida de Aróstegui, Echavacóiz, Pamplona.[15]
- "El sueño" (1990), casco viejo de Pamplona, Navarra.
- "Monumento al Encierro",(1994, en su primera fase; ampliación en 2007), avenida de Roncesvalles del Segundo Ensanche de Pamplona.
- "Monumento a Nicasio Landa" (1999), casco viejo de Pamplona, Navarra. Se rindió homenaje al doctor a iniciativa de José Javier Viñes Rueda.
- "Escultura en bronce de San José María Escrivá de Balaguer" (2000), fundador del Opus Dei. La obra se encuentra en la Iglesia de San Juan del Hospital de la ciudad de Valencia.[16]
- "Escultura en bronce en honor de José Joaquín Arazuri" (2003), médico e historiador pamplones, Pamplona, Navarra.
- "Monumento a Margarita de l'Aigle", reina de Navarra (2005), en Corella, Navarra.[17]

## Galería

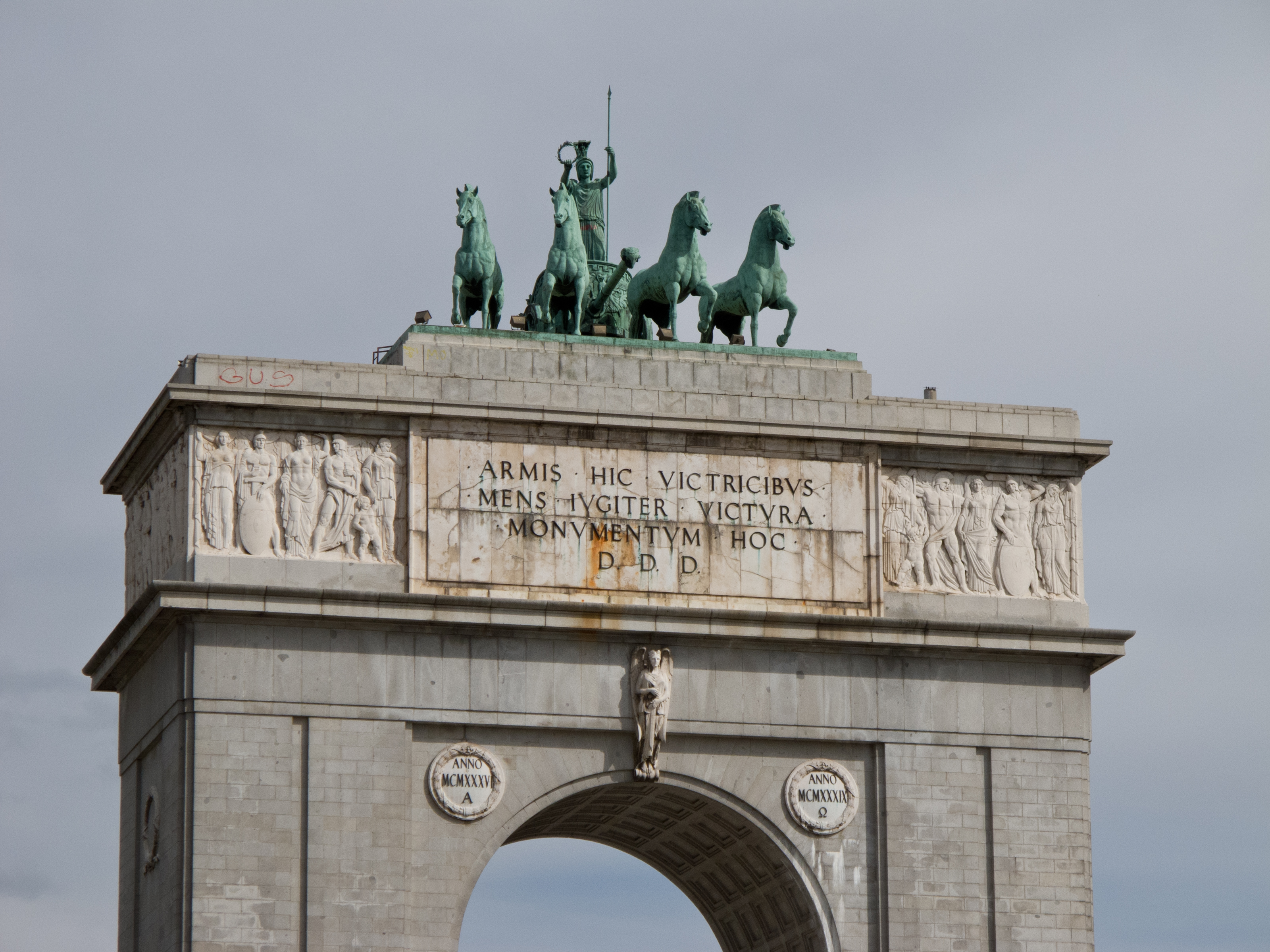
El relieve del Arco de la Victoria arriba a la derecha en colaboración con su padre, una de sus obras tempranas.
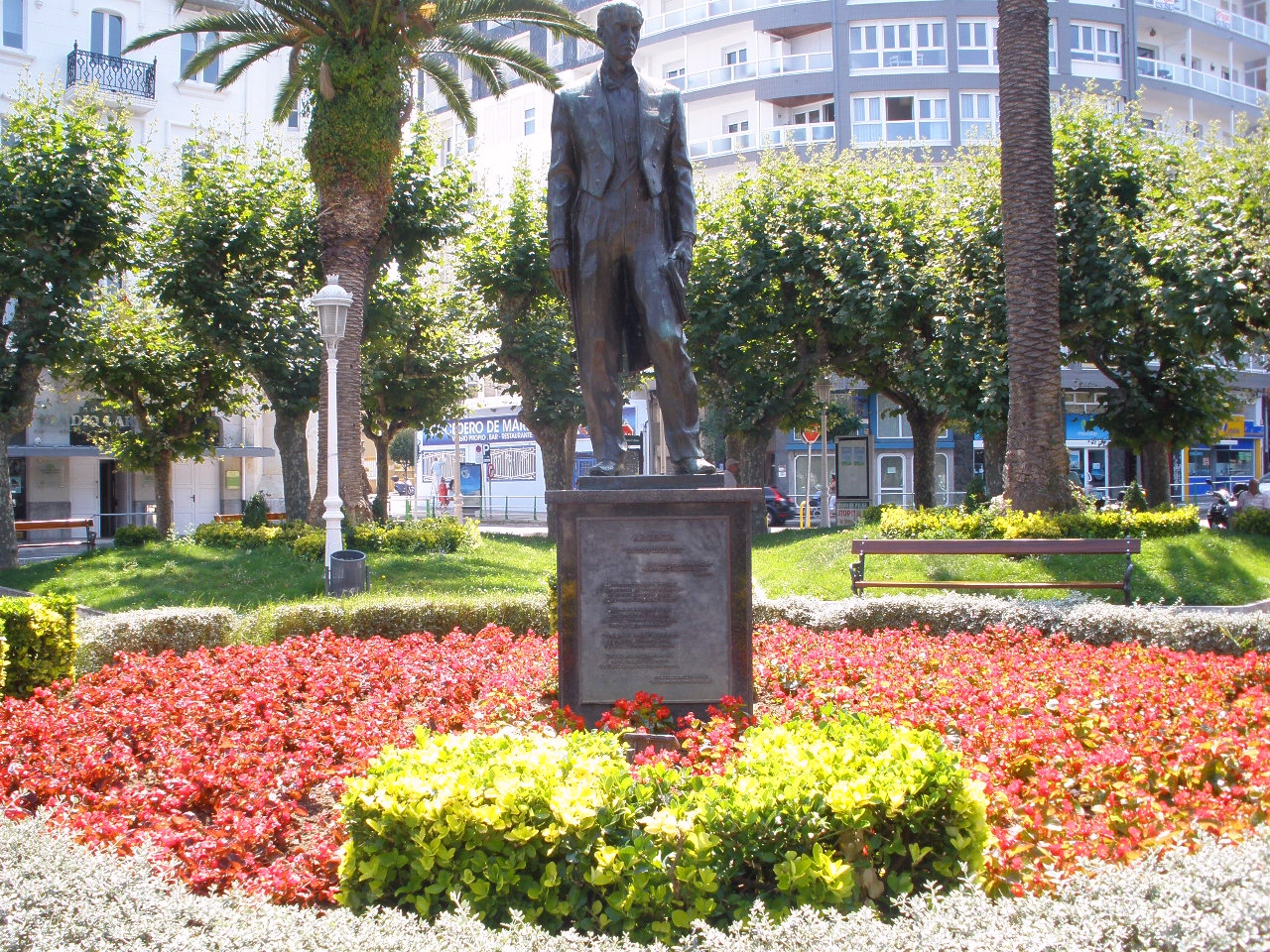
Monumento a Ataúlfo Argenta, 1961
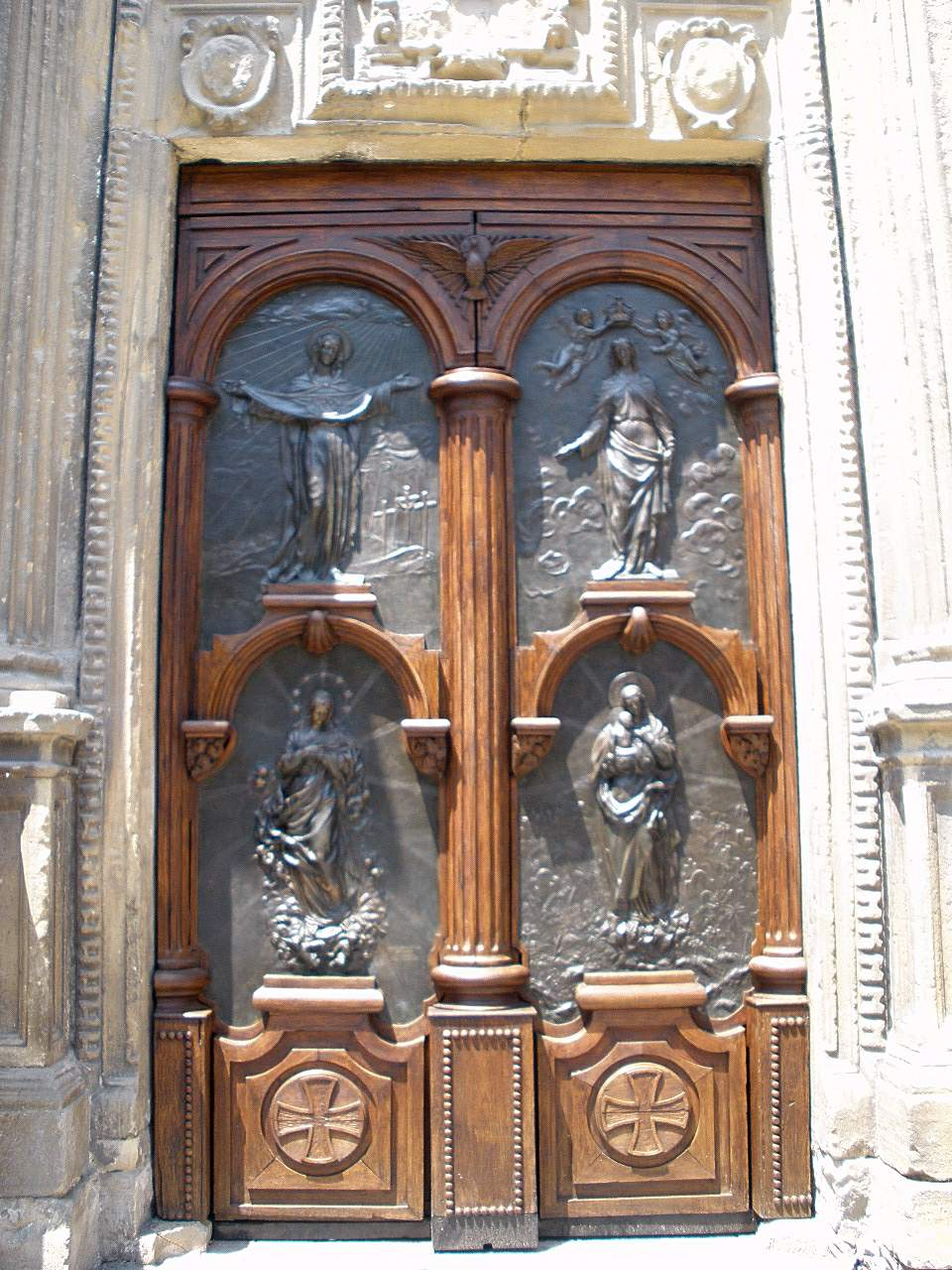
Relieves de Nuestra Señora del Juncal, 1965
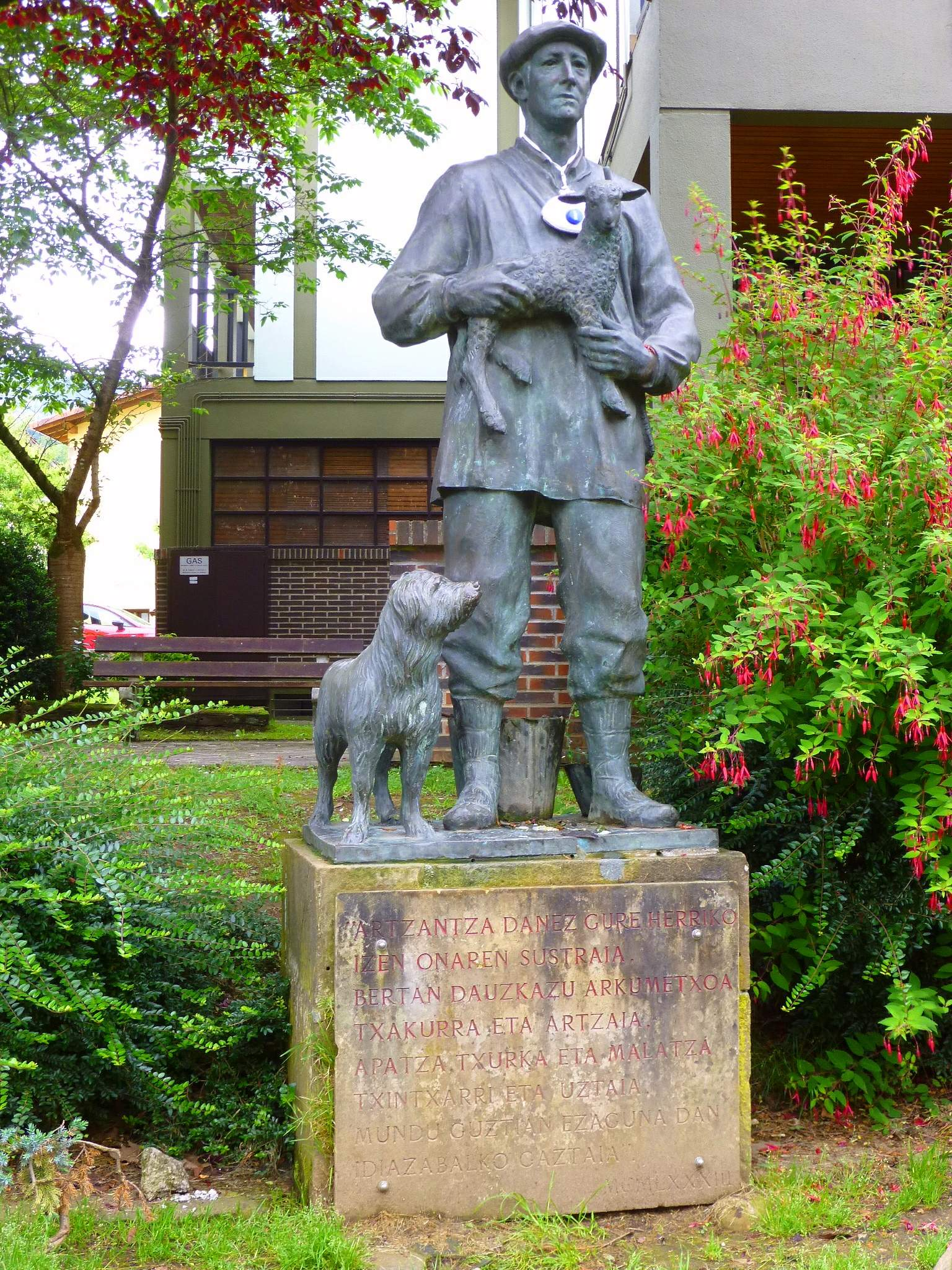
Monumento al pastor vasco, 1983
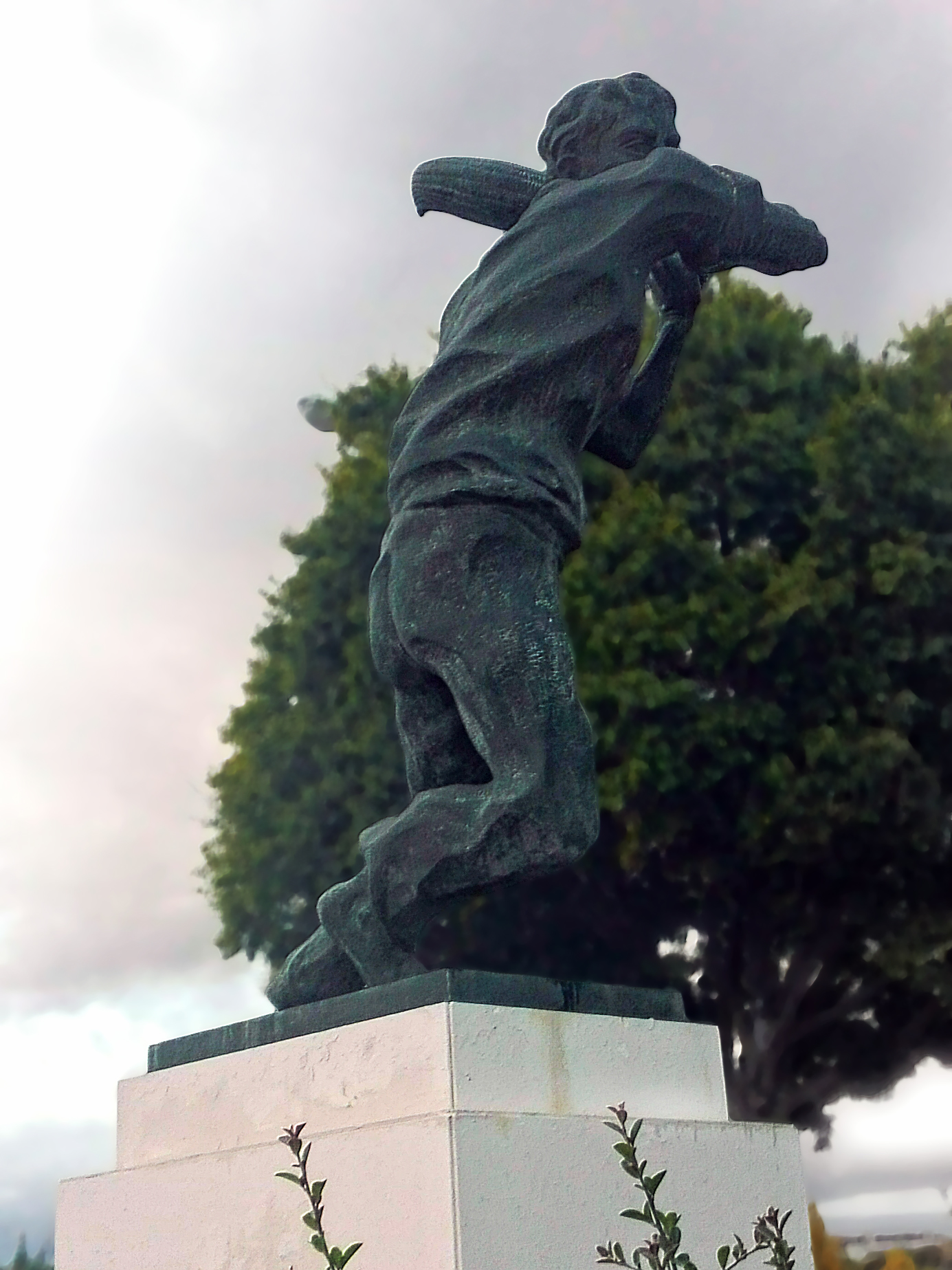
Rebotando al revés (también Monumento al Remontista), 1990
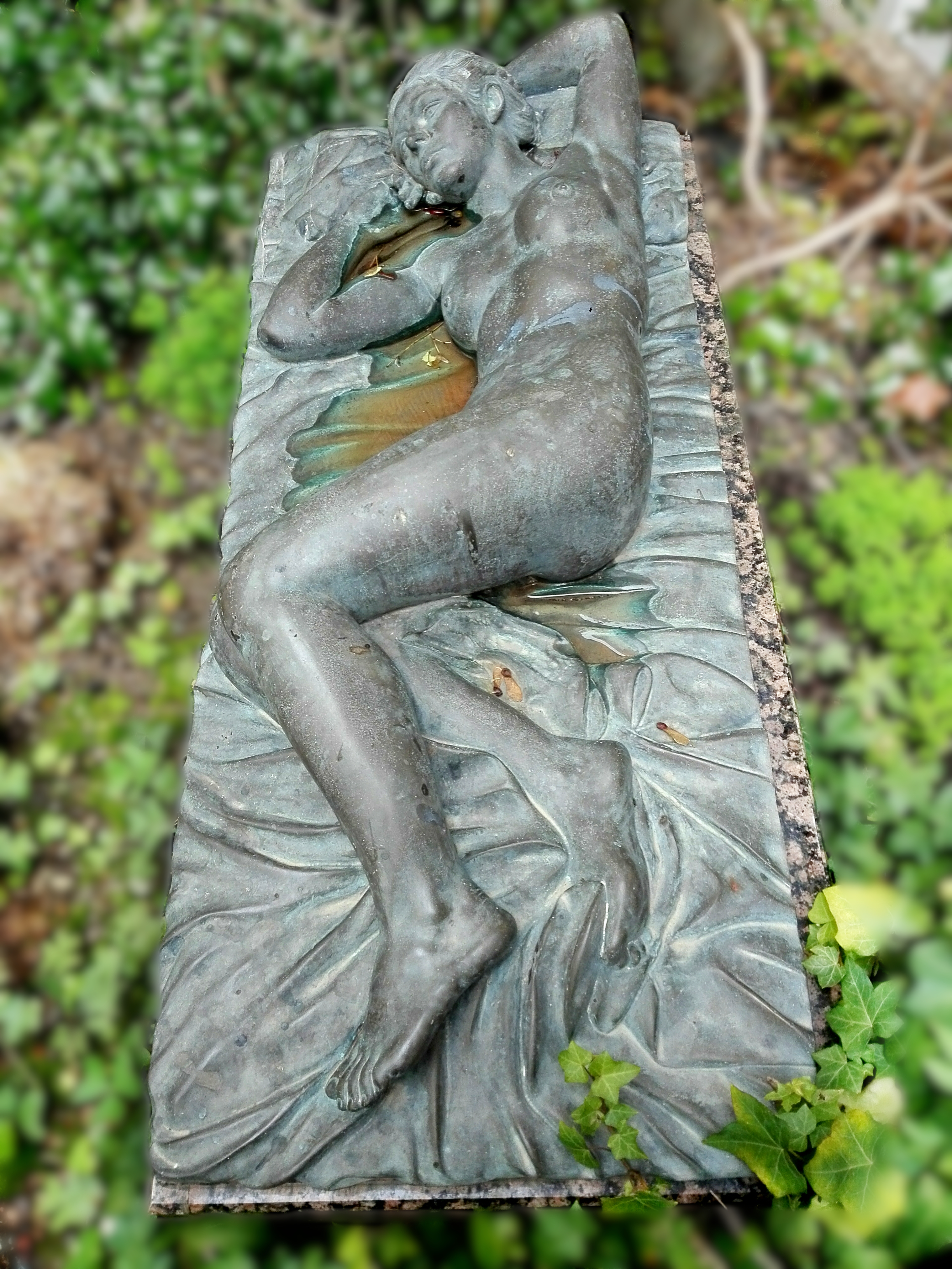
El sueño, 1990
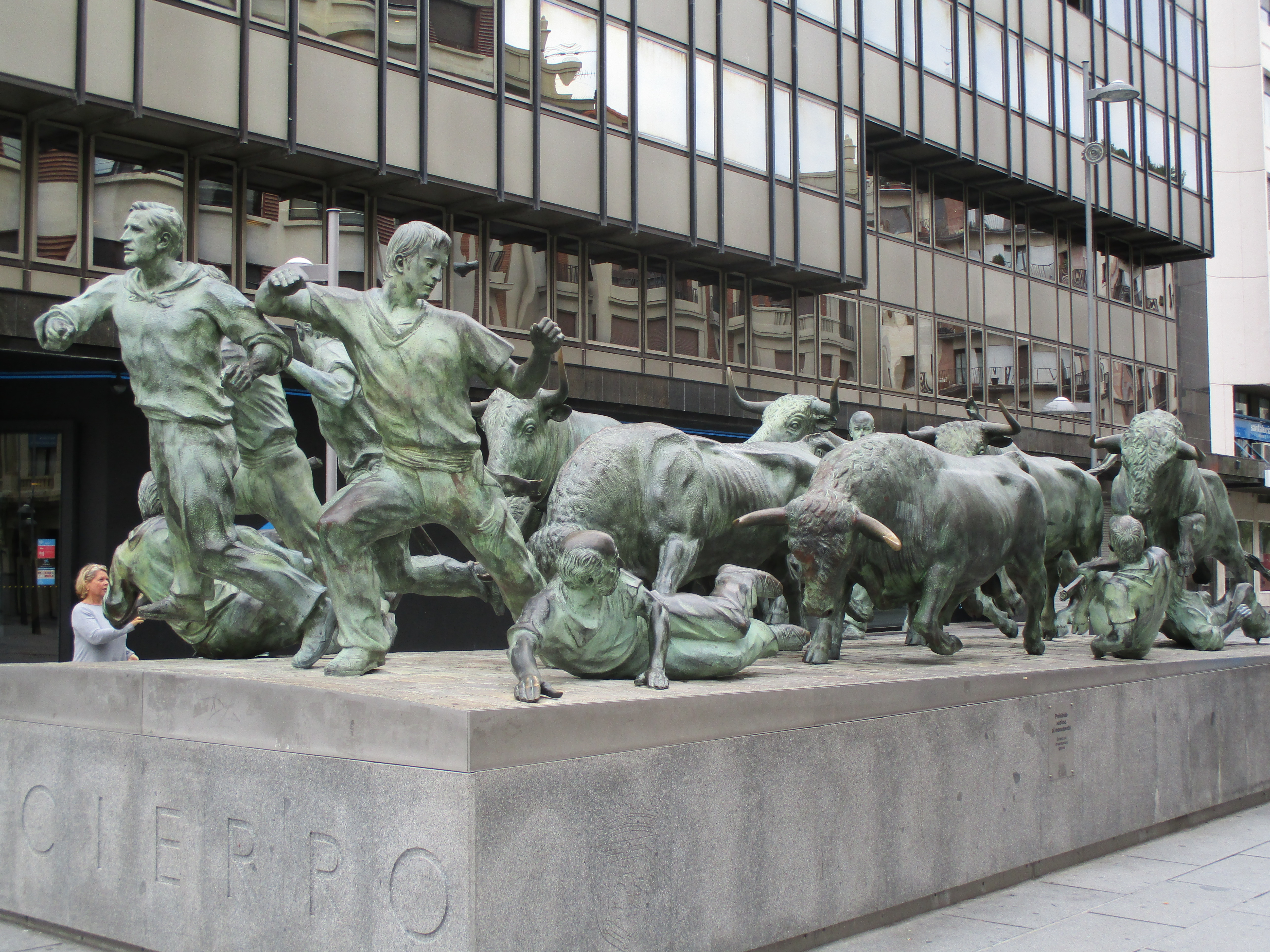
Monumento al Encierro, 1994, ampliación en 2007
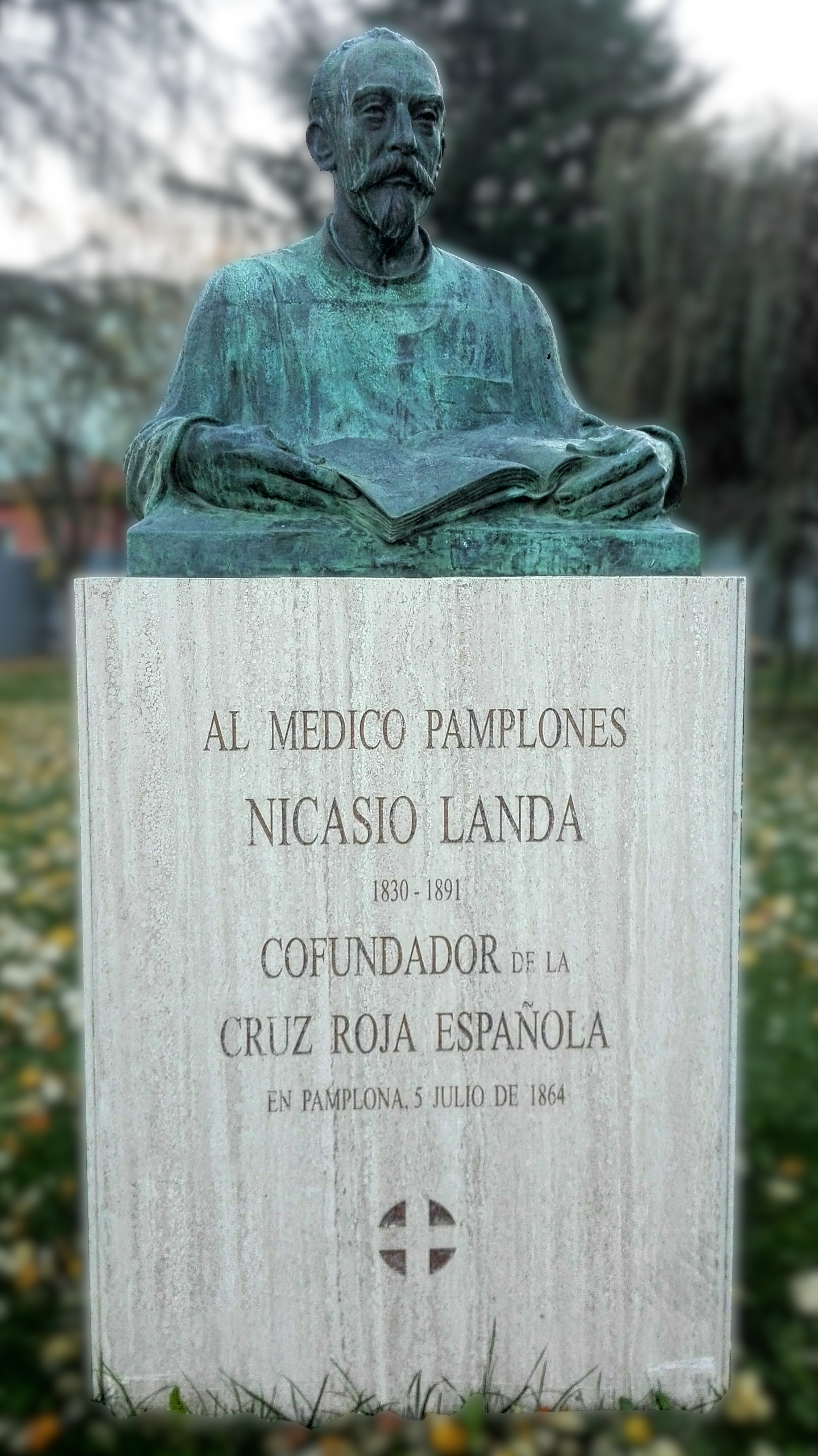
Monumento en honor a Nicasio Landa, 1999
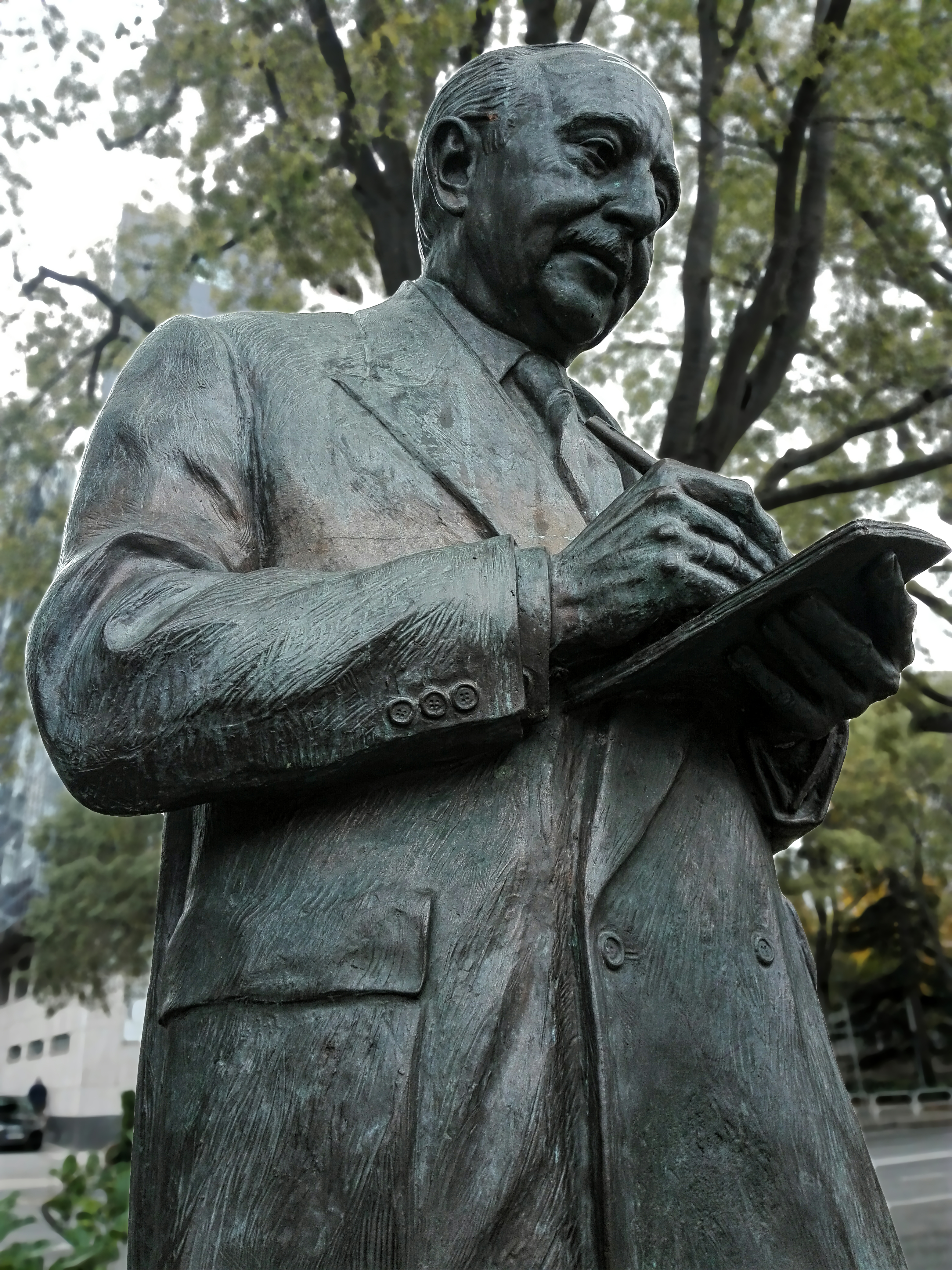
Escultura en honor de José Joaquín Arazuri, 2003
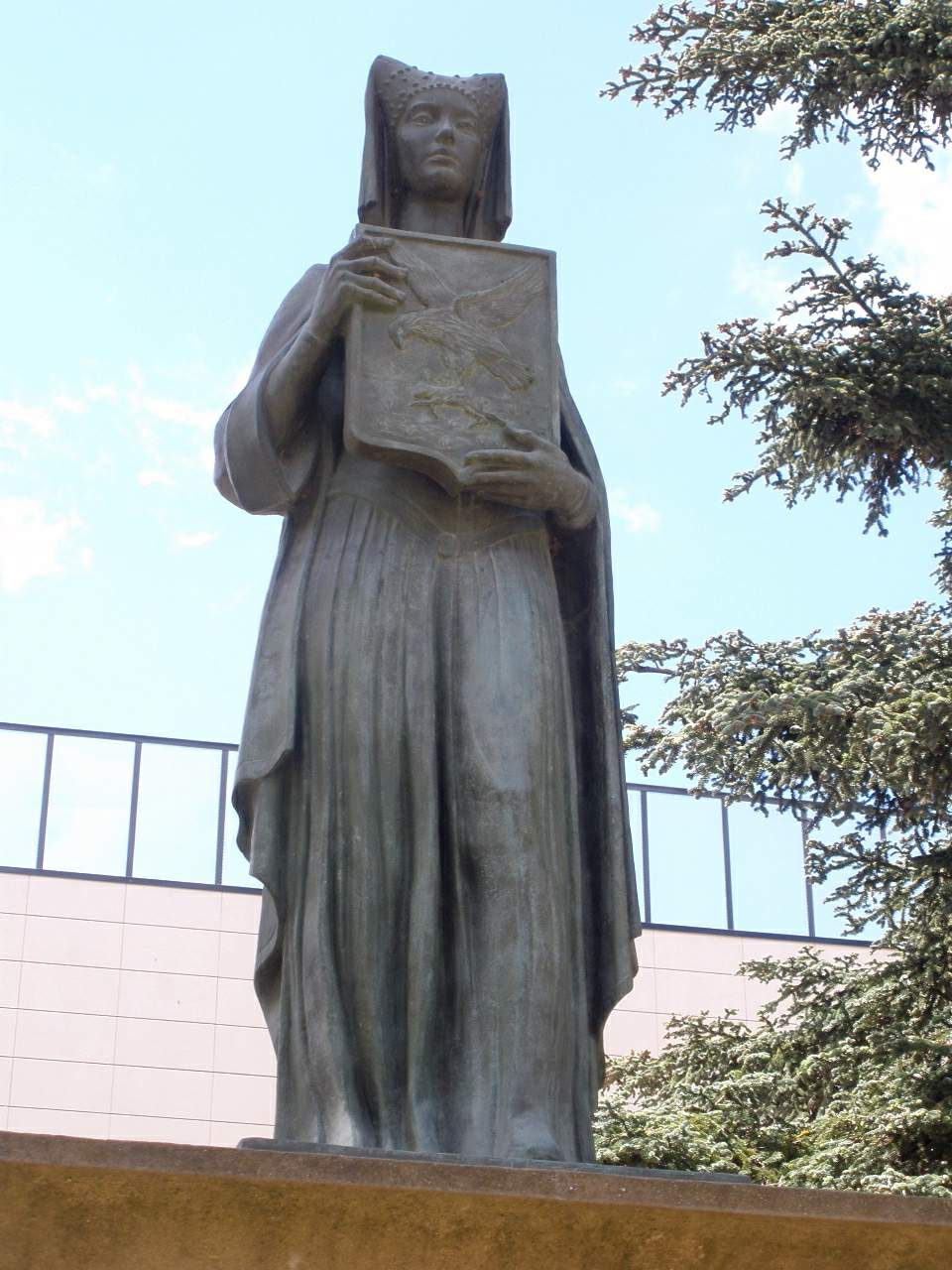
Monumento a Margarita de l'Aigle, 2005